# Jacopo Barozzi

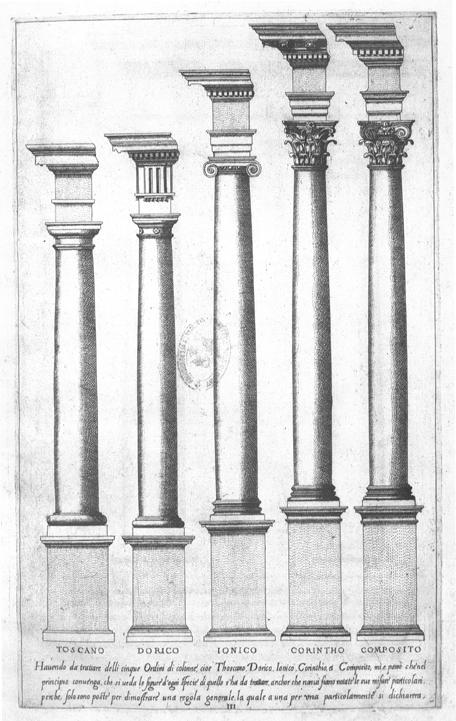
Cele cinci ordine arhitectonice, aşa cum apar în lucrarea Regola delle cinque ordini d'architettura

Jacopo (sau Giacomo) Barozzi da Vignola, zis și Il Vignola (n. 1 octombrie 1507 la Vignola  – d. 7 iulie 1573 la Roma) a fost un arhitect italian.
Printre edificiile realizate se numără: Villa Giulia pentru papa Iulius al III-lea, Villa Farnese din Caprarola, Villa Lante din Bagnaia, Chiesa del Gesù din Roma, Basilica of Santa Maria degli Angeli din Assisi, biserica Sant'Andrea din Via Flaminia.
Cea mai importantă lucrarea a sa este: Le due regole della prospettiva pratica (Cele două reguli ale perspectivei practice), care a apărut la Roma în 1530.
Lucrarea a fost reeditată de mai multe ori, comentată de către Ignazio Danti și ulterior tradusă în mai multe limbi.
Prima regulă a lui Barozzi a fost reprezentarea prin proiecție orizontală și verticală, iar a doua prin construirea punctelor de scară, care astfel a dobândit o utilitate mai largă și a cărei corectitudine a fost verificată de Danti.

## Legături extrene
- Materiale media legate de Jacopo Barozzi la Wikimedia Commons